# Sipálay
Sipálay es una ciudad filipina en la provincia de Negros Occidental. Según el censo de 2020, cuenta con 72 448 habitantes.